# N'zi-Comoé
N'zi-Comoé é uma das 19 regiões da Costa do Marfim.

## Dados
Capital: Dimbokro
Área: 19 560 km²
População: 909 800 hab. (2002)

## Departamentos
A região de N'zi-Comoé está dividida em cinco departamentos:
- Bocanda
- Bongouanou
- Daoukro
- Dimbokro
- M'Bahiakro